# Straconka (kamieniołom)
Straconka – nieczynny kamieniołom w Bielsku-Białej w województwie Śląskim. Znajduje się w dzielnicy Straconka, w lesie
po północnej stronie leśniczówki przy ul. Górskiej, pod względem geograficznym w Beskidzie Małym.
Kamieniołom składa się z wielu odrębnych wyrobisk na różnych wysokościach stromego stoku. Cześć z nich jest już zarośnięta lasem. Na Wysokiej Skale o wysokości 10 m uprawiana jest wspinaczka skalna. Jest 7 dróg wspinaczkowych o trudnościach od VI do VI.2 w skali polskiej. Są częściowo obite ringami (r) i mają ringi zjazdowe (rz). Na pozostałych skałach wspinano się na wędkę na przełomie XX i XXI wieku, ale skała tam jest krucha i obecnie nie praktykuje się na nich wspinaczki.
1. Kamaz; VI.1, rz
2. Fatamorgana; VI+, rz
3. Kwadratura koła; VI, 2r + rz
4. Kamienna namiętność; VI+, r + rz
5. Szybcy i martwi; VI.2, 2r + rz
6. W samo południe; VI.1, r + rz
7. Na krzywy ryj; VI, r + rz[1].

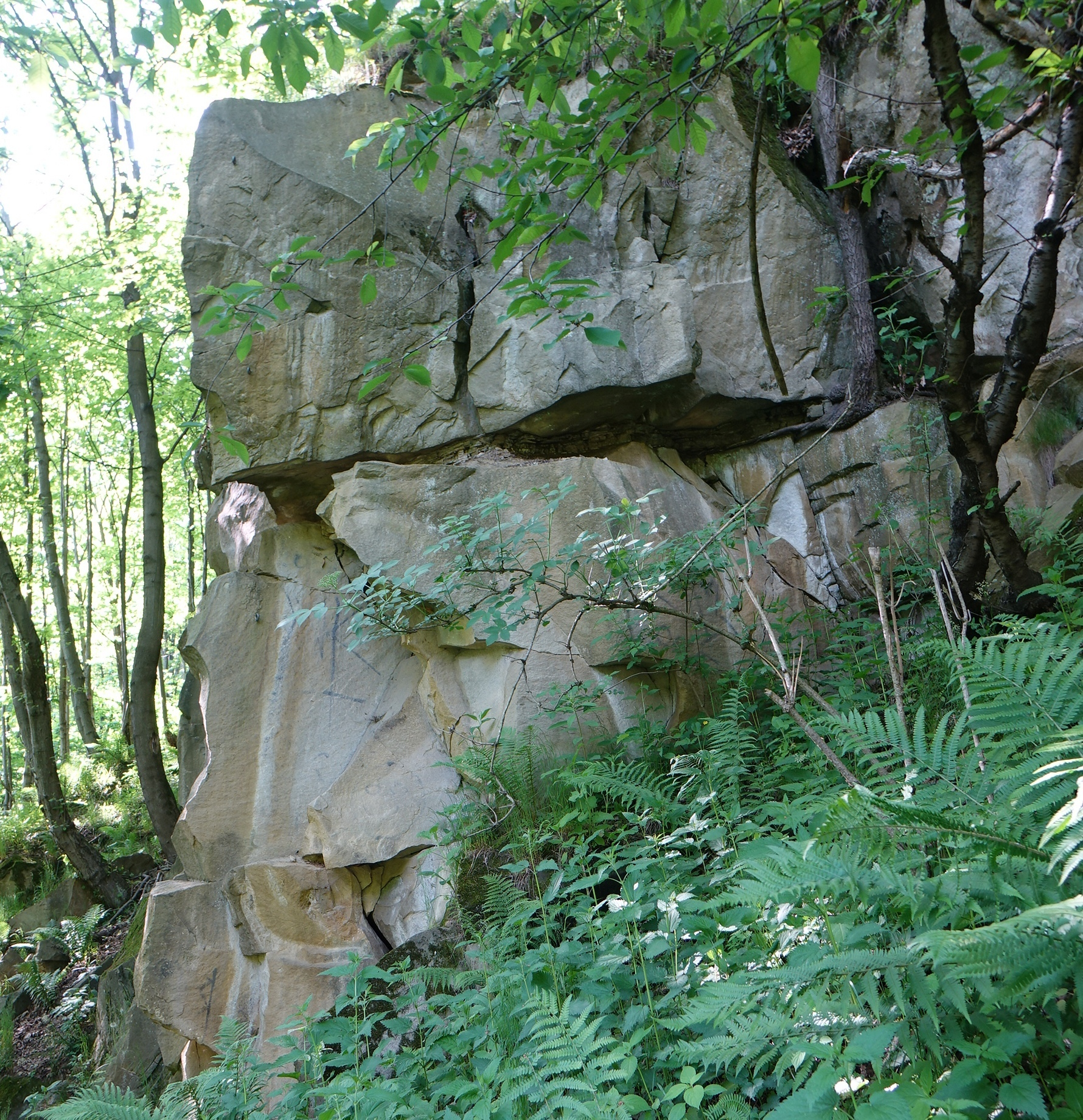
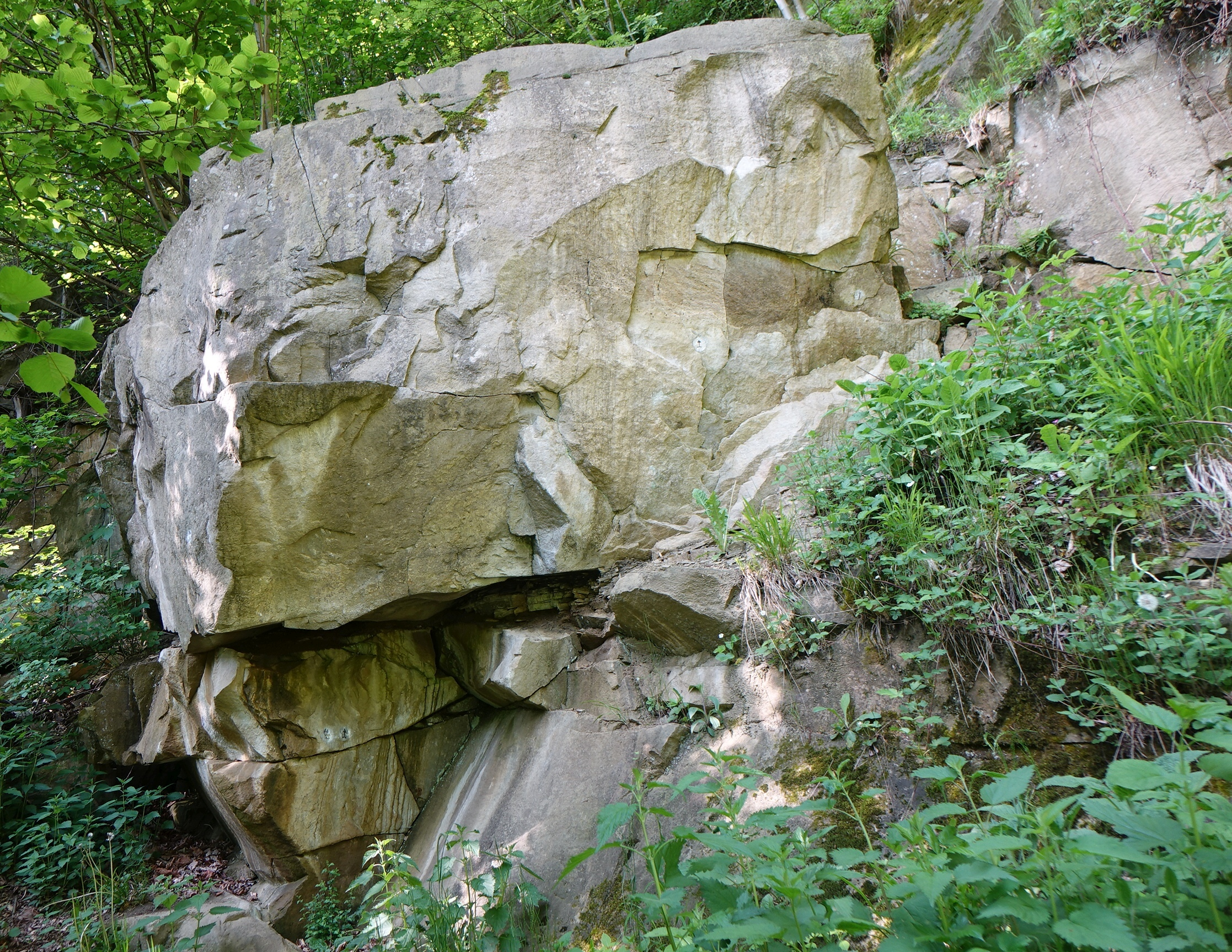
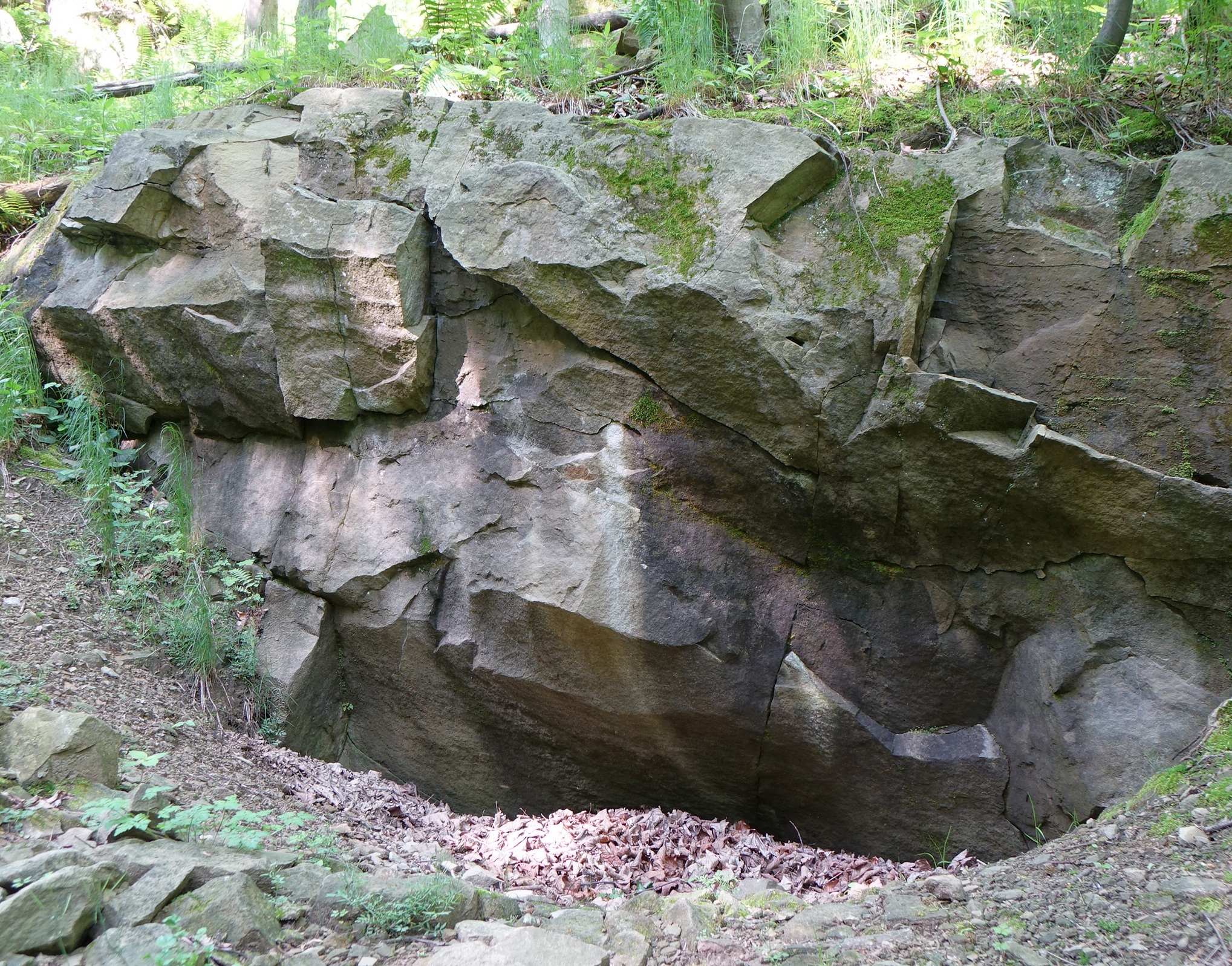
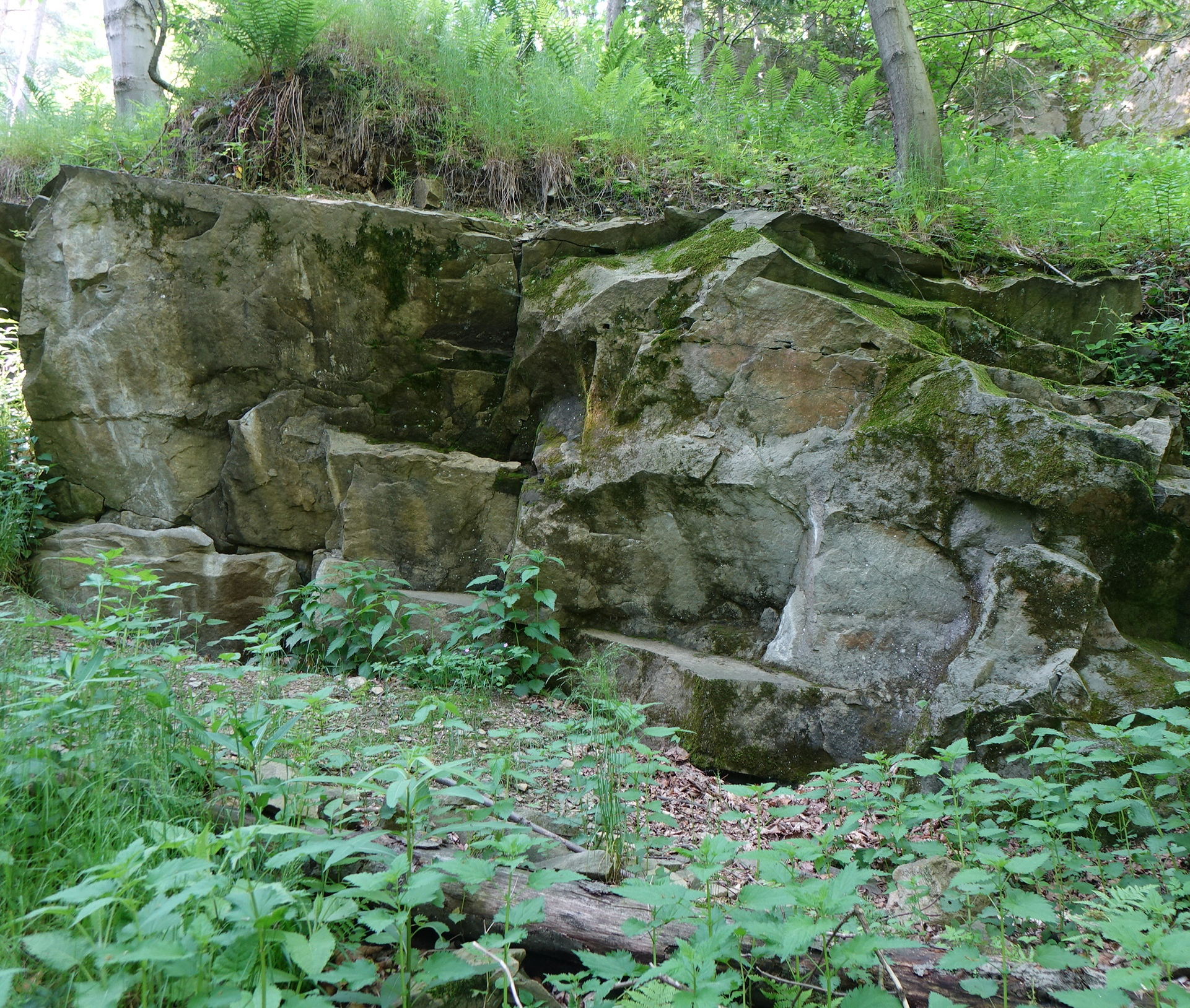
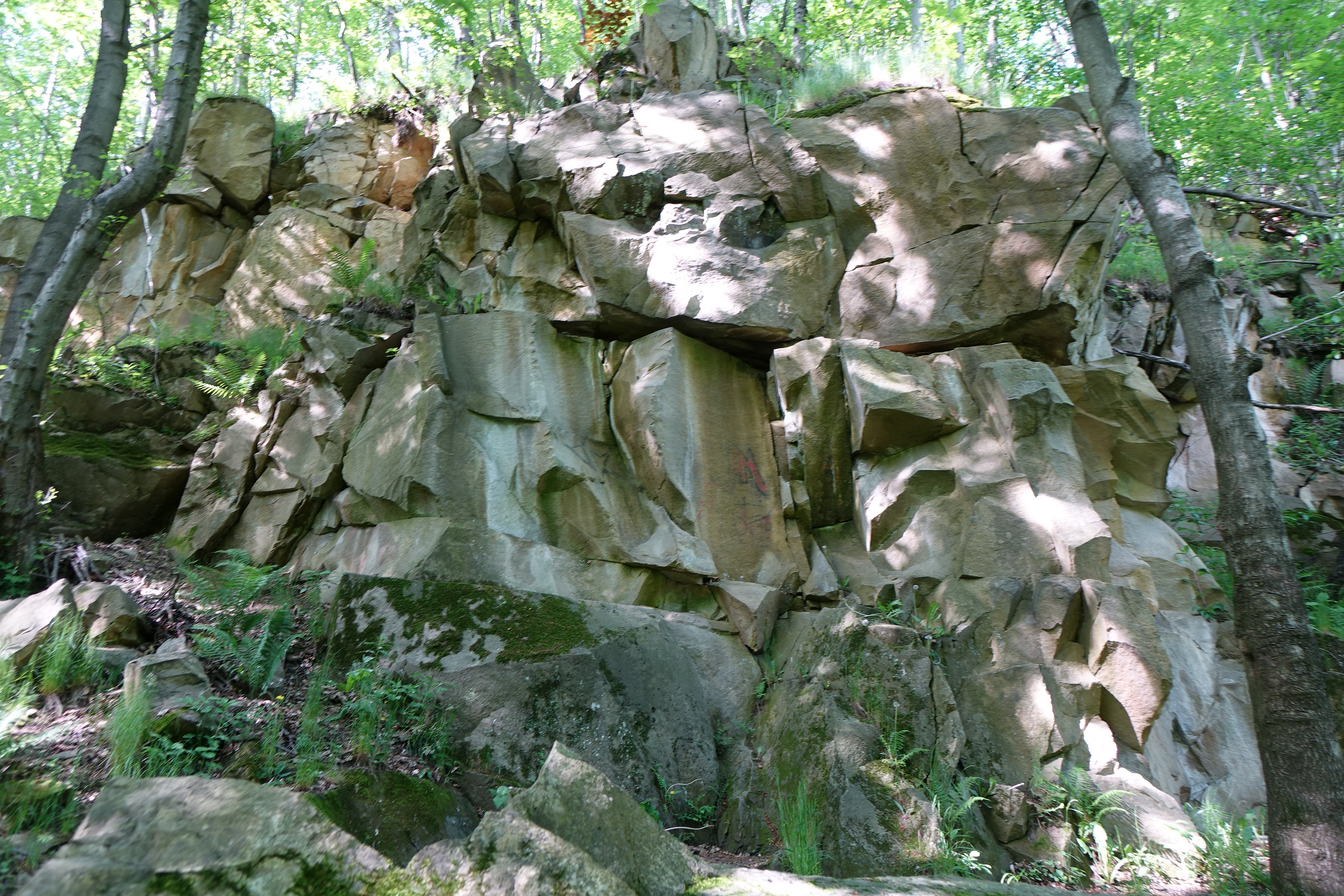
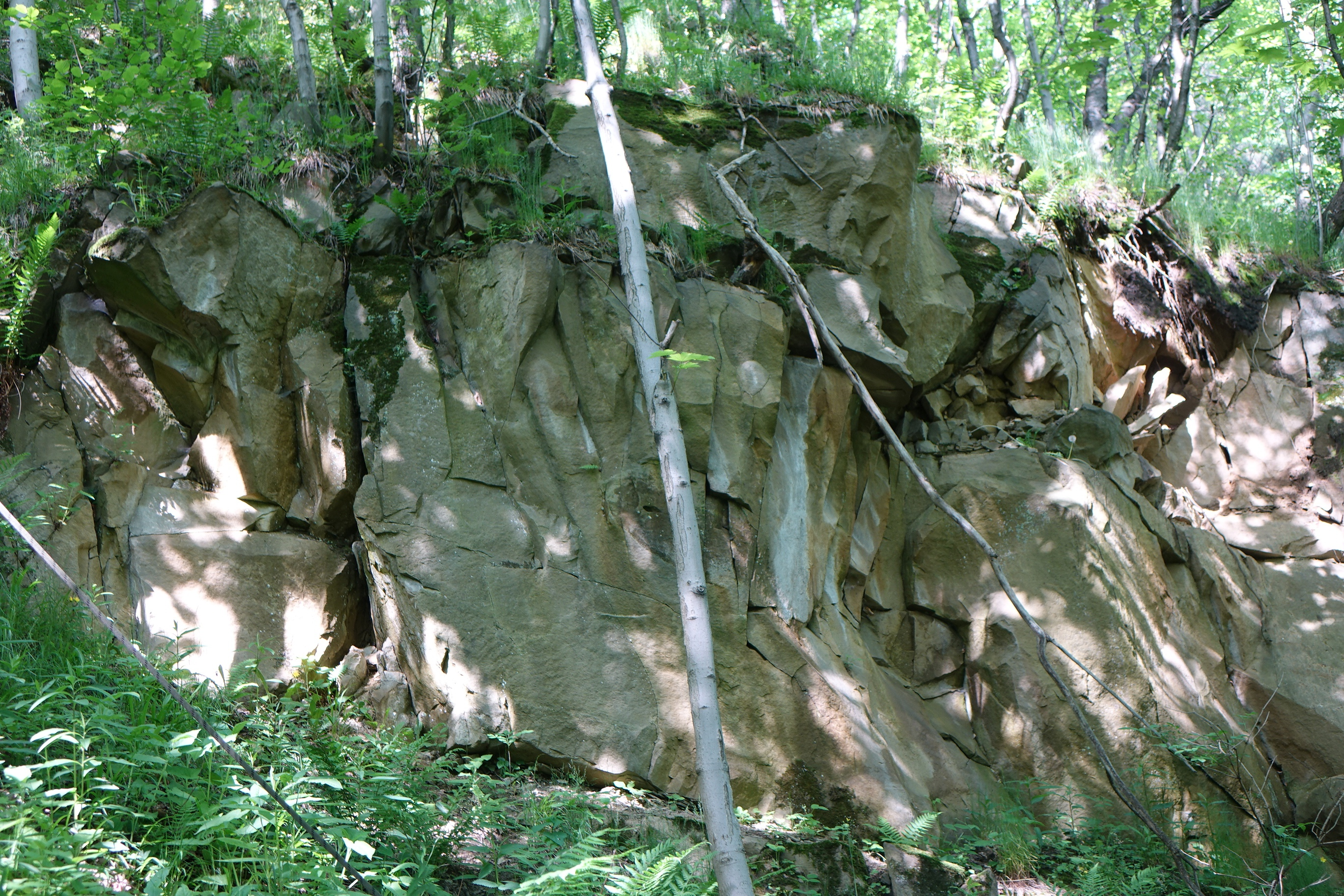
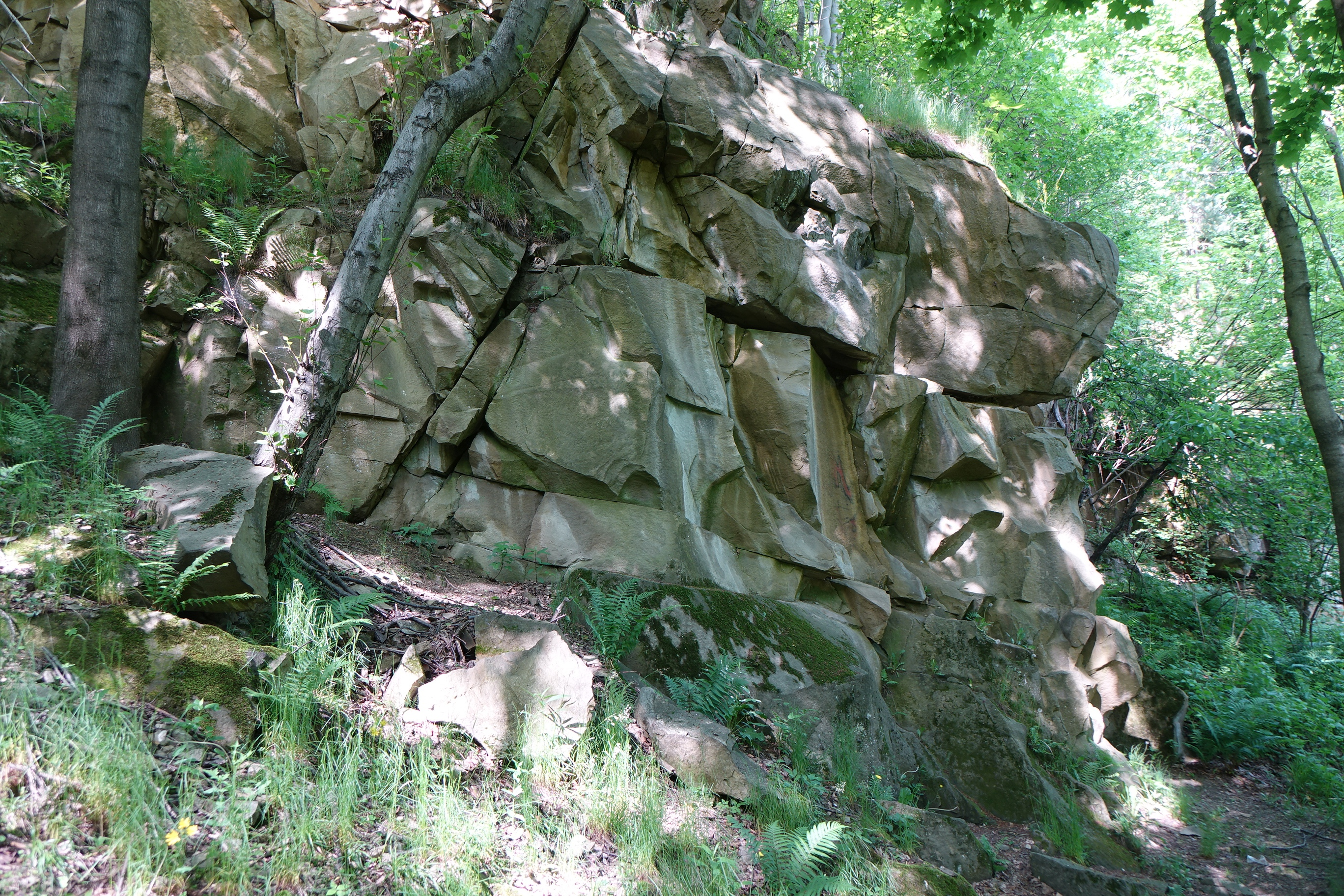
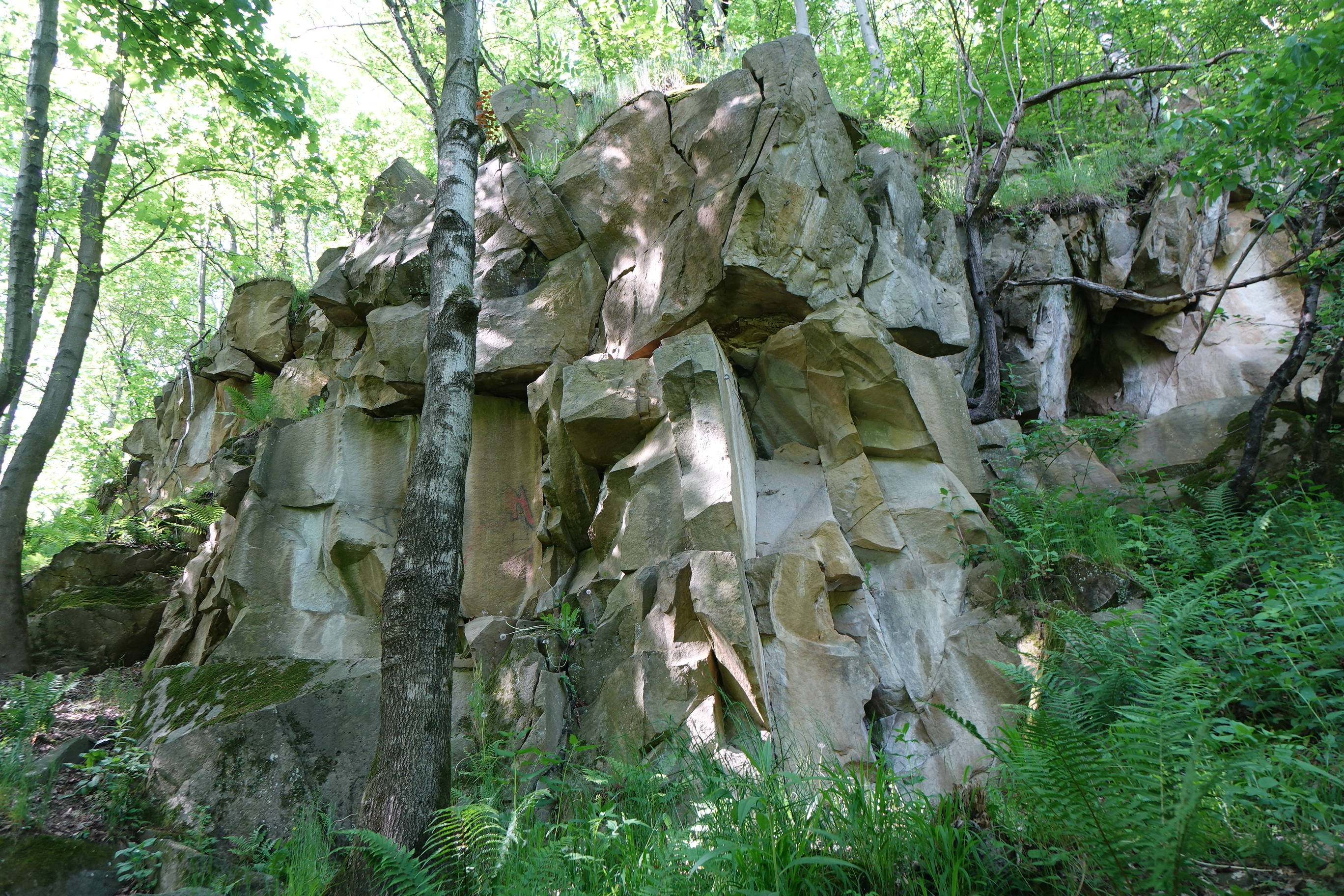

W Straconce istnieje jeszcze drugi, mały kamieniołom, znajdujący się w lesie pomiędzy końcem ul. Sowiej a potokiem Mraźnica. Na jego skałach znajdujących się na czterech piętrach uprawiany jest bouldering. Jest ponad 90 dróg.